# District de Seni
Pour les articles homonymes, voir Nagchu (homonymie).
Le District de Seni (tibétain : གསེར་རྙེད་ཆུས།, Wylie : nag gser rnyed chus, pinyin tibétain : Seni Qü ; chinois : 色尼区 ; pinyin : Sèní qū) est un district urbain, administratif, de la région autonome du Tibet en Chine. Le bourg de Nagchu, situé sur ce district est le centre administratif de la préfecture de Nagchu.
Il était auparavant baptisé xian de nagchu.

## Démographie
La population du district était de 77 639 habitants en 1999, elle en compte 144 116 en 2016.
Le bourg de Nagchu comptait 24 364 habitants en 2000.